# Bão Gay (1989)
Bão Gay, được biết đến ở Việt Nam với tên bão số 11 năm 1989, là 1 cơn bão mạnh hiếm gặp trên Vịnh Thái Lan.

## Lịch sử khí tượng
- Bão Gay hình thành ngay ở phía nam Mũi Cà Mau, khu vực phía đông Vịnh Thái Lan vào ngày 1 tháng 11,bão đạt cấp 3 (SSHWS) khi áp sát và đổ bộ vào Thái Lan. Bão khiến hơn 800 người thiệt mạng xung quanh vịnh này. Sau khi quét qua Thái Lan, bão đi vào Ấn Độ Dương, cường độ có phần suy giảm xuống còn cấp 1 (SSHWS), rồi lại mạnh trở lại. Bão đạt cấp 5 (SSHWS), sức gió lên đến 260 km/h trong 1 phút ngay khi áp sát vào Kavali, thuộc Ấn Độ. Bão đổ bộ vào Kavali và khiến thêm hơn 200 người thiệt mạng, và sau khi đổ bộ vào đây bão suy yếu nhanh chóng. Cuối cùng bão tan vào ngày 10 tháng 11. Thiệt hại về vật chất do cơn bão gây ra là khoảng 521 triệu USD, trong khi số người chết lên đến hơn 1000 người. Đây là cơn bão mạnh hiếm gặp trên Vịnh Thái Lan.
- 30 năm sau (tức là năm 2019), một cơn bão khác có quỹ đạo tương tự như vậy, cũng đổ bộ miền nam Thái Lan nhưng yếu hơn nhiều. Đó là bão Pabuk, cơn bão đầu tiên trên Biển Đông trong năm 2019.